# Gunnar Wöbke
Gunnar Wöbke (* 13. April 1967) ist ein deutscher Basketballfunktionär und ehemaliger -spieler.

## Leben
Nach dem Abitur absolvierte Wöbke ein Studium und wurde danach im Jahr 1997 an der Universität Bonn zum Doktor der Ökotrophologie (Ernährungs- und Haushaltswissenschaften) promoviert. 2022 schloss er ein Studium im Fach Önologie und Weinbau (B.Sc.) an der Hochschule Geisenheim ab.
Als 1,97 Meter großer Flügelspieler gehörte er den Mannschaften Godesberger TV, BG Bonn und TV Tatami Rhöndorf an. 1995 gelang ihm mit Rhöndorf der Aufstieg in die Bundesliga. Anschließend beendete er seine Spielerlaufbahn, wechselte in Rhöndorf in die Führungsetage und wurde Manager sowie Geschäftsführer. Da in Rhöndorf die Rahmenbedingungen für hochklassigen Basketball und die Zielsetzung, auch auf europäischer Ebene erfolgreich zu spielen, nicht gegeben waren, reifte bei Wöbke und den übrigen Verantwortlichen der Entschluss, mit der Mannschaft umziehen zu müssen. Neben Frankfurt am Main waren auch Köln und Oberhausen als neue Standorte im Gespräch. Die Neuansiedlung wurde unter anderem von der Sportdezernentin der Stadt Frankfurt, Sylvia Schenk, unterstützt. Wöbke gründete mit einem anderen Gesellschafter, Thomas Kunz, eine Betriebs-GmbH. Die Mannschaft ging unter dem Namen Skyliners Frankfurt erstmals in der Saison 1999/2000 in der ersten Basketball-Bundesliga ins Rennen. Seither ist er dort geschäftsführender Gesellschafter. In Wöbkes bisherige Amtszeit fiel der Gewinn des DBB-Pokals 2000, der deutschen Meisterschaft 2004 sowie des europäischen Wettbewerbs FIBA Europe Cup 2016. 2022 ereilte Wöbkes Frankfurter der sportliche Bundesliga-Abstieg, die Mannschaft erhielt anschließend den Zuschlag für die ausgeschriebene Teilnahmeberechtigung und blieb dadurch in der höchsten deutschen Spielklasse. In der Saison 2022/23 wurde abermals der Klassenerhalt in der Bundesliga verfehlt, diesmal stieg man erstmals in die zweite Liga ab.